# Nameless (UA, Ternopil)
Nameless (UA, Ternopil) — український рок-гурт, заснований у лютому 1992 року.

## Історія
Назва Nameless — англ. Ті, що втратили імена. Назва взята з роману Урсули Ле Гуїн «Чарівник Земномор'я». Є чи не найстарішим з нині існуючих в Україні психоделічних колективів. Взявши за основу естетику 60-х років минулого століття, «N» з перших живих виступів відрізнявся оригінальністю звучання та нестандартними музичними рішеннями.
У перші роки гурт грає на спільних концертах з Брати Гадюкіни, Воплі Відоплясова, Плач Єремії, Мертвий Півень, Щастя, Тартак, Фактично Самі, Мотор'ролла та ін., бере участь у вітчизняних фестивалях, гастролює Україною. Паралельно записуються й перші альбоми групи на звукозаписуючих студіях Тернополя, Львова та Києва.
Nameless (UA, Ternopil) один з перших рок-гуртів на вітчизняній сцені, що розпочали експерименти з перформенсами та відео-супроводом концертів. Новаторський підхід групи мав значний вплив на формування творчості цілої плеяди тернопільських колективів: С.К.А.Й., Ті, що падають вгору, ZSUF, Electrostatic Death, Зелені сестри, «ОрАндж», The gEE's, Los Colorados, Plastic Drops, Echo Gardens, Алоізій Карамболь, Red Cardinals та ін.
Частина музикантів, що грали у гурті раніше перебралися до Києва, де продовжують кар'єру у різних сферах (серед них — Ігор Пелих, відомий телеведучий каналу ICTV; Олег Ломаковський — нині барабанщик гурту Щастя; Сергій Недашковський — нині барабанщик гурту С.К.А.Й.; Валерій Мєльніков — нині басист гурту Вася Club). Це ніяк не заважало перетворитися Nameless у своєрідне мистецьке об'єднання, що увібрало в себе увесь дух та філософію життя у «файному місті Тернополі» — нині N. працює на стику образотворчого мистецтва, літератури, театру та відео-арту. Клубні ж концерти «Nameless» — це дві-три години авторської музики на блюзовій та нео-психоделічній основі з елементами «шуґейзингу» та пси-фольку.
Влітку 2007 році учасники Nameless (UA, Ternopil) на київських студіях Happy Records і ДЗЗ записали альбом «Шось сталось у лісі…», починаються клубні виступи та презентації диску.
У 2012 році Nameless досягли певного міжнародного визнання. Були записані спільні пісні з такими видатними постатями сучасної психоделічної культури, як Антон Ньюкомб Anton Newcombe з The Brian Jonestown Massacre, The Volta Sound, The Kingdom of the Holy Sun, Juan Trip. Музиканти взяли участь у міжнародному проєкті Davenport Burime, проєкті Добро, який заснував у Києві музикант і продюсер Дмитро Остроушко. Зорян і Світлана заснувавши ді-джейський дует Хопта, стали резидентами міжнародного інтернет-телеканалу DEAD TV International, де активно пропагують українську музику і мистецтво на міжнародній сцені. Світлана Фролова зі своєю неповторною психоделічною манерою малювання отримала можливість створювати постери та афіші для міжнародних турів таких колективів, як Jesus and Mary Chain, The Brian Jonestown Massacre, Chatham Rise, Rosco та ін.

## Учасники
Діючий склад
- Світлана Фролова – спів, гітара (1994–дотепер)
- Ярослав Дроздовський – гітара (2003–2004), бас-гітара (2008–дотепер)
- Зорян Безкоровайний – гітара, спів (1992–дотепер)
- Роман Божко – тромбон (2007–2010), банджо (2010–дотепер), ударна установка (2012–дотепер)

Колишні учасники
- Сергій Бучинський – гітара
- Василь Протасевич – спів, бас-гітара
- Руслан Мазуренок – ударна установка
- Ігор Пелих – бас-гітара
- Микола Голубєв – гітара
- Валерій Мельников – бас-гітара
- Олег Ломаковський – ударна установка
- Наталія Багрій – альт, флейта, спів
- Андрій Зубакін – ударна установка
- Олександр Пахомов – бас-гітара
- Сергій Недашковський – ударна установка
- Володимир Гулько – бас-гітара
- Андрій Слєпцов – гітара
- Олег Пахомов – ударна установка
- Олег Петришин – ударна установка
- Андрій Дунець – ударна установка

## Дискографія

### Студійні альбоми
- Повний… (2000)
- Шось сталось у лісі… (2007)
- Половина Половини (2008)
- Les Cours de Francais (2009)
- Radio Resistance (2009)
- Немає жодних ілюзій (2010)
- Fearless Sunrise (2012)
- The Happy Records Incident (2013)
- Різне (2016)[1]
- Жовтий Пес (На вірші Василя Махна) (2019)

### Живі альбоми
- Грип (1996)
- Bootleg (2003)
- Stereolaba (2004)
- Live in Ternopil Filarmony (2008)
- Live in Kiev (2008)
- Live at Public Pub (2010)